# 大隅野里駅
大隅野里駅（おおすみのざとえき）は、かつて鹿児島県鹿屋市野里町に存在した、日本国有鉄道（国鉄）大隅線の駅（廃駅）である。大隅線の廃止に伴い、1987年（昭和62年）3月14日に廃駅となった。
現在、駅跡地には当時の駅舎が残され、フィットネスパース（自転車歩行者専用道路）の休憩所となっている。

## 歴史

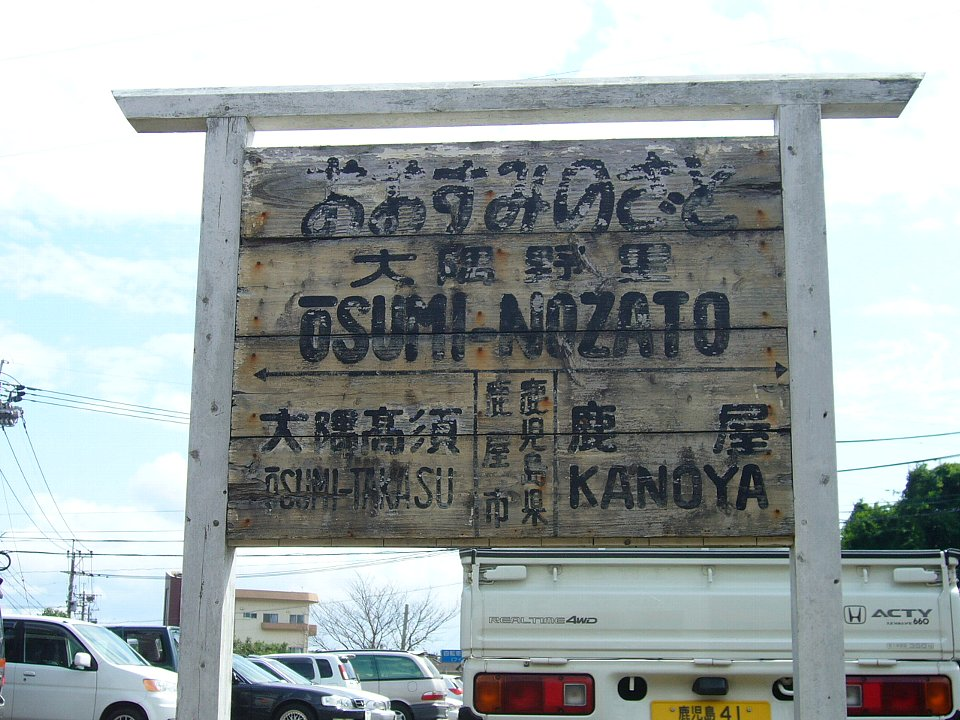
鹿屋市鉄道記念館（鹿屋駅跡）に保存されている駅名標

海上自衛隊鹿屋航空基地に隣接している駅であった。この基地は第二次世界大戦前に日本海軍の航空基地として開設されたもので、その当時はこの駅から基地内に全長約3 kmの専用線が引き込まれ、資材や弾薬の輸送を行っていた。1945年（昭和20年）3月19日には米軍の空襲を受けて、貨物線に停車中の弾薬を搭載した貨車が爆発を起こし、駅舎が壊滅するとともに駅員4名と荷役に当たっていた海軍関係者が死亡している。

### 年表
- 1915年（大正4年）7月11日：南隅軽便鉄道（1916年に大隅鉄道へ改称）の野里停留場として開業[1]。
- 1935年（昭和10年）6月1日：大隅鉄道が国有化[1]。古江線の駅となり、大隅野里駅に改称。
- 1936年（昭和11年）10月23日：古江線の路線名改称により、古江西線の駅となる。
- 1938年（昭和13年）10月10日：1,067 mm軌間への改軌工事完成、古江東線と古江西線を合わせて再度、古江線に改称。同線の駅となる。
- 1945年（昭和20年）3月19日：米軍による空襲を受ける。
- 1952年（昭和27年）3月25日：鉄筋コンクリート造の駅舎に改築[2]。
- 1960年（昭和35年）6月10日：貨物取扱い廃止[1]。
- 1962年（昭和37年）4月1日：荷物扱い廃止[1][3]。旅客のみを取り扱う駅員無配置駅となる[4]。
- 1972年（昭和47年）9月9日：志布志駅 - 国分駅間全通に伴い古江線が大隅線に改称され、大隅線の駅となる。
- 1978年（昭和53年）3月：駅舎改装[5]。
- 1987年（昭和62年）3月14日：大隅線の全線廃止に伴い、廃駅となる[1]。

## 駅構造
- 単式ホーム1面1線と側線1本を有する、列車交換不能駅であった。
- 有人駅だった時期もあるが、廃止時には無人駅となっていた。
- 戦後まもなく建設されたコンクリートの駅舎があり、無人化後駅廃止時まで存在し、現在もフィットネスパース（自転車歩行者専用道路）の休憩所としてその場に残っている。

## 隣の駅
日本国有鉄道
大隅線
鹿屋駅 - 大隅野里駅 - 大隅高須駅
- 1938年（昭和13年）10月10日の改軌以前は鹿屋 - 大隅野里間に田崎駅（1915年（大正4年）7月11日設置）、大隅野里 - 大隅高須間に滝ノ観音駅（1927年（昭和2年）2月設置）があった[1]。